# Arcticotantulus pertzovi
Arcticotantulus pertzovi är en kräftdjursart som beskrevs av Kornev, Tchesunov och Rybnikov 2004. Arcticotantulus pertzovi ingår i släktet Arcticotantulus och familjen Deoterthridae. Inga underarter finns listade i Catalogue of Life.